# Navadni tulipanovec
Navadni tulipanovec (znanstveno ime Liriodendron tulipifera) je drevo, ki izvira iz jugovzhodnega dela Severne Amerike, a je bilo kasneje kot okrasno drevo razširjeno po celem svetu. Je ena od dveh vrst v rodu Liriodendron.

## Opis
Navadni tulipanovec je drevo z ravnim deblom, ki lahko v višino zraste preko 50 m. Prve veje se na visokih drevesih pogosto pojavijo šele na višinah od 25 do 30 metrov, zaradi česar je vrsta izjemno priljubljena v lesni industriji. Ameriški staroselci so zaradi te lastnosti navadni tulipanovec pogosto uporabljali za izdelavo kanujev. Kljub hitri rasti pa je les navadnega tulipanovca gost in trpežen, kar ni pogosto pri hitro rastočih vrstah. Krošnja drevesa je običajno stožčasta
Ime je vrsta dobila po zanimivih cvetovih, ki nekoliko spominjajo na cvetove tulipanov, le da so bolj nevpadljivih barv.